# Johann Kaspar Aiblinger
Johann Kaspar Aiblinger, també Johann Caspar Aiblinger, (Wasseburg (Alta Baviera, 23 de febrer de 1779 - Múnic, 6 de maig de 1867) fou un compositor alemany, que si bé va escriure música dramàtica, destacà en la música religiosa.
El 1820 fundà una escola de música a Venècia, amb el nom d'Odeón; el 1825 fou cridat a Múnic com a segon director de la capella reial, lloc en el qual s'acredità com a músic intel·ligent.
Per al teatre va escriure l'òpera Rodrigo e Ximene, estrenada a Múnic el 1821, i abans havia estrenat a Milà el 1819 la partitura de dos grans balls titulats; I Titani i Bianca, que no assoleixen el mèrit de les seves obres de caràcter religiós, entre les quals destaquen un Rèquiem i la inspirada col·lecció Cyclus Zwei und Dreistimmigen kirchlichen Kompositionem mit Orgel, Bas und Violon (Augsburg).